# Tachibana Higuchi
Tachibana Higuchi (japanisch 樋口 橘 Higuchi Tachibana, * 16. März 1975 in Kyōto) ist eine japanische Mangaka. Ihre erfolgreichste und international bekannteste Serie ist Alice Academy.

## Werdegang und Werk
Ihr Debüt hatte Higuchi 1996 mit der Kurzgeschichte 5 Gatsu no Sakura, die im Magazin Bessatsu Hana to Yume, das sich an jugendliche Mädchen (Shōjo) richtet. Auch ihre späteren Werke erschienen für diese Zielgruppe oder für junge Frauen (Josei). Es handelt sich durchweg um romantische Geschichten, mal Dramen oder Komödien, oft im Schulalltag angesiedelt und seltener in Fantasy-Setting. Higuchis erste längere Serie war das von 2000 bis 2002 erschienene M to N no Shōzō. Es folgte Alice Academy, das bis 2013 lief und mit 31 Bänden die bisher umfangreichste Serie von Higuchi ist. Die Geschichte über den Alltag, Freundschaft und Liebe an einer Schule für Kinder mit übernatürlichen Fähigkeiten ist als einzige ihrer Mangas auch auf Deutsch erschienen. Die Veröffentlichung wurde von Carlsen Manga jedoch nach 18 Bänden abgebrochen. In Japan folgten weitere kurze Serien Higuchis, ehe 2019 die aktuelle, längere Serie mit dem Titel  Champignon no Majo startete. Sie erzählt von der jungen Hexe Luna, die im Schwarzwald lebt, und deren erster Liebe. Nachdem bereits Alice Academy im Jahr 2004 eine Umsetzung als Anime-Fernsehserie erhalten hatte, wurde auch für diesen Manga eine Verfilmung angekündigt.

## Bibliografie (Auswahl)
- 5 Gatsu no Sakura (5月のサクラ, 1996, Kurzgeschichte)
- Swan Lake (1999, 1 Band, Kurzgeschichtensammlung)
- M to N no Shōzō (ＭとＮの肖像, 2000–2002, 6 Bände)
- Alice Academy (学園アリス Gakuen Alice, 2002–2013, 31 Bände)
- Tegami (手紙, 2014, 1 Band)
- Anne no Magomago Tosho Land (アンのマゴマゴ図書之国, 2014–2015, 3 Bände)
- Kageki no Kuni no Alice (歌劇の国のアリス, 2016–2017, 3 Bände)
- Champignon no Majo (シャンピニオンの魔女, seit 2019, 5 Bände)